# Fausto Ricci (motociclista)
Fausto Ricci (Ravenna, 13 marzo 1961) è un pilota motociclistico italiano ritiratosi dall'attività agonistica.

## Carriera
Ricci nel 1980 inizia a gareggiare nel trofeo monomarca Laverda 500, vincendo due gare su cinque, giungendo secondo nella classifica generale di fine campionato. L'anno successivo corre di nuovo nello stesso trofeo, qualificandosi secondo a fine campionato, vincendo tre gare su cinque. Nello stesso anno, grazie a una wild card, partecipa a una prova del campionato italiano senior nella classe 350 con una Yamaha, giungendo al terzo posto.
Nel 1982 partecipa al campionato italiano e a quello Europeo con una Yamaha 500. La stagione si apre con una caduta al Mugello che comporta la frattura di entrambe le clavicole, ciononostante riesce a vincere la prova del trofeo Colucci 500, svoltasi a Misano pochi mesi dopo.
Nel 1983 viene selezionato dal Team Italia per partecipare al campionato italiano e a quello europeo 250, conquistando il secondo posto nell'italiano e il terzo nell'europeo.
Questi risultati gli consentono il debutto nel motomondiale del 1984 nella classe 250, anno in cui ha vinto il suo primo e unico Gran Premio, a Misano in occasione del Gran Premio delle Nazioni in sella a una Yamaha.
La sua stagione migliore è stata quella del motomondiale 1985, corsa guidando una Honda, in cui ha conquistato quattro piazzamenti sul podio e il 5º posto nella classifica finale dell'anno. Sempre nel 1985 ottiene la vittoria nel campionato italiano, ripetuta anche l'anno seguente.
Nel motomondiale 1986 viene riconfermato pilota ufficiale Honda Italia e giunge ottavo in classifica generale. L'anno successivo trascorre senza risultati di rilievo a causa dei numerosi problemi tecnici riportati dalla Honda 250 del team Iberna.
Nel 1988 Fausto Ricci rientra nel team Italia e, iniziando la stagione con una Yamaha per poi terminarla in sella a un'Aprilia 250, si laurea campione europeo vincendo a Most, Assen, Le Mans e Jarama.
L'anno seguente resta con il team Italia partecipando al campionato italiano e al motomondiale con l'Aprilia 250, ottenendo gli ultimi punti in carriera.
Nel 1990 entra nel team Rocker Racing e partecipa al motomondiale con un'Aprilia 250, sostituita l'anno successivo da una Yamaha 250, senza però ottenere particolari risultati.
Dopo il ritiro dalle competizioni è rimasto nell'ambiente del motociclismo facendo parte di un team che organizza corsi di guida motociclistica all'Adria International Raceway.

## Risultati nel motomondiale
| 1984 | Classe | Moto   |   |   |    |     |     |     |    |   |    |    |   |     |  |  |  | Punti | Pos. |
| ---- | ------ | ------ | - | - | -- | --- | --- | --- | -- | - | -- | -- | - | --- |  |  |  | ----- | ---- |
| 1984 | 250    | Yamaha | - | 1 | 14 | Rit | Rit | Rit | NQ | - | NQ | NQ | - | Rit |  |  |  | 15    | 16º  |

| 1985 | Classe | Moto  |   |     |    |   |   |     |     |    |   |   |   |   |  |  |  | Punti | Pos. |
| ---- | ------ | ----- | - | --- | -- | - | - | --- | --- | -- | - | - | - | - |  |  |  | ----- | ---- |
| 1985 | 250    | Honda | 9 | Rit | NP | 3 | 3 | Rit | Rit | 19 | 3 | 8 | 3 | 6 |  |  |  | 50    | 5º   |

| 1986 | Classe | Moto  |   |     |   |   |   |     |    |    |     |     |   |    |  |  |  | Punti | Pos. |
| ---- | ------ | ----- | - | --- | - | - | - | --- | -- | -- | --- | --- | - | -- |  |  |  | ----- | ---- |
| 1986 | 250    | Honda | 9 | Rit | 5 | 4 | 4 | Rit | 11 | 27 | Rit | Rit | 5 | NE |  |  |  | 30    | 8º   |

| 1987 | Classe | Moto  |     |     |    |    |    |  |  |    |  |   |   |    |     |   |   | Punti | Pos. |
| ---- | ------ | ----- | --- | --- | -- | -- | -- |  |  | -- |  | - | - | -- | --- | - | - | ----- | ---- |
| 1987 | 250    | Honda | Rit | Rit | NQ | NQ | NQ |  |  | NQ |  | - | - | 20 | Rit | - | - | 0     |      |

| 1988 | Classe | Moto    |  |  |  |  |     |  |  |     |  |  |  |  |  |  |  | Punti | Pos. |
| ---- | ------ | ------- |  |  |  |  | --- |  |  | --- |  |  |  |  |  |  |  | ----- | ---- |
| 1988 | 250    | Aprilia |  |  |  |  | Rit |  |  | Rit |  |  |  |  |  |  |  | 0     |      |

| 1989 | Classe | Moto    |     |     |    |     |    |    |    |     |    |   |     |     |     |     |  | Punti | Pos. |
| ---- | ------ | ------- | --- | --- | -- | --- | -- | -- | -- | --- | -- | - | --- | --- | --- | --- |  | ----- | ---- |
| 1989 | 250    | Aprilia | Rit | Rit | 21 | Rit | NP | NQ | 29 | Rit | 18 | 8 | Rit | Rit | Rit | Rit |  | 8     | 32º  |

| 1990 | Classe | Moto    |  |  |  |  |  |     |     |     |  |  |  |  |  |  |  | Punti | Pos. |
| ---- | ------ | ------- |  |  |  |  |  | --- | --- | --- |  |  |  |  |  |  |  | ----- | ---- |
| 1990 | 250    | Aprilia |  |  |  |  |  | Rit | Rit | Rit |  |  |  |  |  |  |  | 0     |      |

| 1991 | Classe | Moto   |  |  |  |    |     |    |    |     |    |    |    |    |     |  |  | Punti | Pos. |
| ---- | ------ | ------ |  |  |  | -- | --- | -- | -- | --- | -- | -- | -- | -- | --- |  |  | ----- | ---- |
| 1991 | 250    | Yamaha |  |  |  | 19 | Rit | 18 | 16 | Rit | NQ | NQ | 26 | 24 | Rit |  |  | 0     |      |

| 1992 | Classe | Moto   |  |  |  |    |     |  |  |     |     |     |     |  |  |  |  | Punti | Pos. |
| ---- | ------ | ------ |  |  |  | -- | --- |  |  | --- | --- | --- | --- |  |  |  |  | ----- | ---- |
| 1992 | 125    | Yamaha |  |  |  | 26 | Rit |  |  | Rit | Rit | Rit | Rit |  |  |  |  | 0     |      |

| 1994 | Classe | Moto    |  |  |  |  |  |  |  |  |  |  |    |  |  |  |  | Punti | Pos. |
| ---- | ------ | ------- |  |  |  |  |  |  |  |  |  |  | -- |  |  |  |  | ----- | ---- |
| 1994 | 125    | Aprilia |  |  |  |  |  |  |  |  |  |  | 24 |  |  |  |  | 0     |      |

| Legenda | 1º posto        | 2º posto            | 3º posto            | A punti      | Senza punti        | Grassetto – Pole position Corsivo – Giro più veloce |
| Legenda | Gara non valida | Non qual./Non part. | Ritirato/Non class. | Squalificato | '-' Dato non disp. | Grassetto – Pole position Corsivo – Giro più veloce |